# 마크로비우스
마크로비우스 암브로시우스 테오도시우스(라틴어: Macrobius Ambrosius Theodosius)는 일반적으로 마크로비우스(기원후 400년경 활동)로 불리우며, 5세기 초 고대 후기에 살았던 로마 지방 출신이다. 이 시기는 후기 로마 제국에 해당하며, 라틴어가 상류층 사이에서 그리스어만큼 널리 사용되었다. 그는 주로 저술로 알려져 있는데, 그중에는 광범위하게 복사되고 읽힌 《키케로의 스키피오의 꿈 주해》(Commentarii in Somnium Scipionis)가 있다. 《스키피오의 꿈》에 대한 이 작품은 중세 시대 라틴 서방에서 신플라톤주의의 가장 중요한 원천 중 하나였다. 또한 고대 로마의 종교와 고대 지식을 집대성한 《사투르날리아》(Saturnalia)와 현재는 소실된 《그리스어와 라틴어 동사의 차이점과 유사점에 관하여》(De differentiis et societatibus graeci latinique verbi)도 저술하였다. 그는 이안 피어스의 저서 《스키피오의 꿈》에서 주인공 만리우스의 모델이 되었다.

## 이름
마크로비우스의 개인명(praenomen)과 가족명(nomen)은 기록되지 않았다. 그의 기록된 이름은 일련의 세 개의 성(cognomina)으로, 올바른 순서는 마크로비우스 암브로시우스 테오도시우스이다. 이는 《사투르날리아》의 현존하는 가장 오래된 필사본들에서 나타나며, 그의 소실된 《데 디페렌티이스》(De Differentiis)의 발췌문에서 그를 지칭하는 방식이기도 하다. 그는 카시오도루스와 보에티우스가 "마크로비우스 테오도시우스"로 불렀으며, 생전에는 "테오도시우스"로 알려진 것으로 보인다. 《데 디페렌티이스》의 헌정사는 "테오도시우스가 그의 심마쿠스에게"(Theodosius Symmacho suo)라고 되어 있으며, 아비아누스의 《우화집》에 대한 헌정 서한에서는 "가장 위대한 테오도시우스"(Theodosi optime)로 언급되었다. 이는 후대의 필사본들에서 잘못 뒤바뀌어 "암브로시우스 테오도시우스 마크로비우스"가 되었고, 제임스 윌리스가 《주해》 편집본에서 이를 사용하게 되었다.:27

## 생애

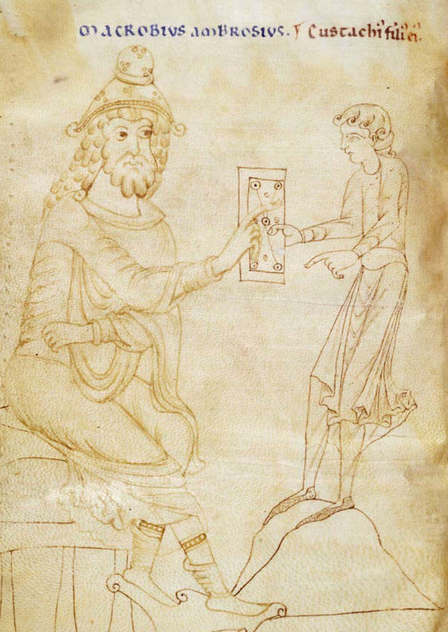
마크로비우스가 자신의 아들 에우스타키우스에게 자신의 저작을 바치는 장면. 1100년경에 제작된 마크로비우스의 《스키피오의 꿈 주해》 사본에서 발췌.

마크로비우스에 대해 확실히 알려진 바는 적지만, 그에 대한 많은 이론과 추측이 존재한다. 그는 《사투르날리아》의 서두에서 자신이 "외국의 하늘 아래에서 태어났다"(sub alio ortus caelo)고 언급했으며, 그의 주요 저작 두 편 모두 아들 에우스타키우스에게 헌정되었다. 앨런 캐머런은 그의 작품의 가장 초기 필사본 몇 개에서 아들의 이름이 에우스타티우스로 표기되었다고 지적한 후, 플로티누스 에우스타티우스라는 인물이 462년에 도시 장관이었다는 점을 언급하며 "플로티누스는 신플라톤주의 철학자이자 위대한 리코폴리스 출신 철학자의 열렬한 숭배자가 자신의 아들에게 지어주기에 특별히 적절한 이름일 것"이라고 관찰했다. 또한 마크로비우스의 《주해》 편집본 작업에서 멤미우스 심마쿠스와 협력한 마크로비우스 플로티누스 에우독시우스라는 인물도 있다.:38 그의 주요 저작들로 인해 전문가들은 그가 이교도였다고 추정한다.
마크로비우스가 어떤 "외국의 하늘" 아래에서 태어났는지에 대해서는 많은 추측이 있어 왔다. 테롯 글로버는 마크로비우스가 그리스 문학에 대한 깊은 지식을 바탕으로 민족적 그리스인이거나 이집트와 같은 로마 제국의 그리스어 사용 지역에서 태어났다고 본다. J. E. 샌디스는 더 나아가 마크로비우스가 그리스 속주 중 하나에서 태어났다고 주장했다. 그러나 루드비히 판 얀을 시작으로 다른 전문가들은 마크로비우스가 그리스 문학에 익숙했음에도 불구하고 그리스어보다 라틴어에 훨씬 더 능통했다는 점을 지적한다. 이는 베르길리우스와 키케로에 대한 그의 열정에서 드러나며, 이들은 로마 제국의 라틴어 사용 지역이었던 북아프리카 출신설을 선호한다.
학자들은 그를 《테오도시우스 법전》에 언급된 마크로비우스와 동일 인물로 보려 시도했는데, 이 인물은 스페인의 근위대 장관(399~400년)과 아프리카의 총독(410년)을 지냈다. 《테오도시우스 법전》은 또한 422년의 마크로비우스라는 이름의 궁내대신(praepositus)을 기록하고 있다. 일부 오래된 권위자들은 저자 마크로비우스를 첫 번째 인물과 동일시하며 그의 활동 시기를 399~410년으로 잡는다. 그러나 이 두 동일시에는 모두 반론이 있다. 앨런 캐머런이 지적하듯이, 첫 번째 후보의 전체 이름은 비문에서 "플라비우스 마크로비우스 막시미아누스"로 확인되며, 두 번째는 "이 시기의 궁내대신은 반드시 환관이었어야 한다"는 이유로 배제된다.:25
그러나 마크로비우스가 자주 vir clarissimus et inlustris(가장 훌륭하고 저명한 자)라는 칭호로 불렸다는 점에서, 이는 공직을 역임함으로써 얻을 수 있는 칭호이므로, 그의 이름이 《테오도시우스 법전》에 나타날 것이라고 합리적으로 예상할 수 있다. 더욱이 캐머런은 마크로비우스가 생전에 "테오도시우스"로 불렸다는 점을 지적하며, 그 이름을 찾던 중 430년 이탈리아의 근위대 장관이었던 테오도시우스를 발견했다. 캐머런은 "이 테오도시우스에게 전달된 유일하게 현존하는 법령이 비자케나에 관해 받은 정보를 바탕으로 아프리카 프로콘술라리스에 대한 특권을 승인한다는 점은 중요하다"고 지적한다.:26

## 저술

### 《스키피오의 꿈》 주해
마크로비우스의 가장 영향력 있는 저서이자 중세 시대에 가장 널리 인용된 책 중 하나는 키케로의 《국가론》 말미에 서술된 《스키피오의 꿈》에 대한 주해서였다. 이 꿈의 내용은 스키피오 장로가 (양자) 손자에게 나타나 스토아학파와 신플라톤주의적 관점에서 사후 선인들의 삶과 우주의 구성에 대해 설명하는 것이다. 이는 마크로비우스에게 우주의 본질에 대해 논할 기회를 제공했고, 이를 통해 많은 고전 철학이 후기 중세로 전달되었다. 천문학 분야에서 이 저작은 태양의 지름이 지구 지름의 두 배라고 언급한 것으로 주목받는다. 세 번째 저작인 《그리스어와 라틴어 동사의 차이점과 유사점에 관하여》에 대해서는 요한네스라는 인물의 개요만이 현존하는데, 이 인물은 9세기의 요한네스 스코투스 에리우게나와 동일 인물일 가능성이 있으나 확실치는 않다.
루드비히 폰 얀(1848-1852년, 이전 판본들의 서지 정보와 주석 포함), 프란츠 아이센하르트(1893년, 토이프너 텍스트), 제임스 윌리스(1994년, 새로운 토이프너 판), R. A. 카스터(2011년, OCT와 로엡 판)의 편집본을 참조할 수 있다. 《사투르날리아》의 출처에 대해서는 H. 린케(1880년)와 게오르크 비소바(1880년)를 참조하라. 문법 논문은 얀의 편집본과 하인리히 카일의 《라틴 문법학자들》에서 찾을 수 있다. 또한 게오르크 프리드리히 쇼만의 《마크로비우스에 대한 논평》(1871년)도 참조하라.

### 《사투르날리아》

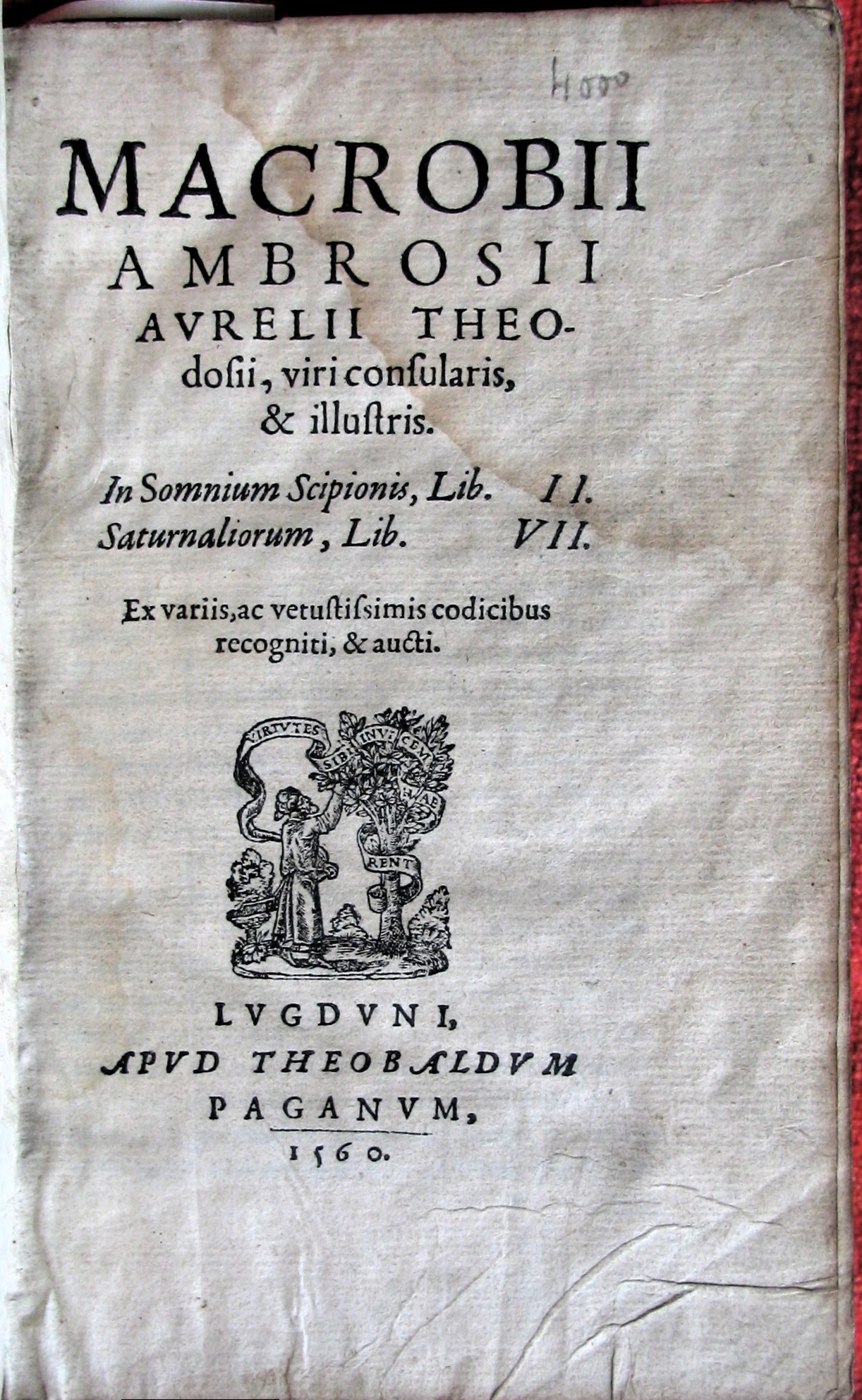
마크로비우스의 《스키피오의 꿈 주해》와 《사투르날리아》의 초기 인쇄본.

마크로비우스의 《사투르날리아》(라틴어: Saturnaliorum Libri Septem, "사투르날리아의 7권")는 사투르날리아 축제 기간 동안 베티우스 아고리우스 프라에텍스타투스의 집에서 열린 토론들에 대한 기록으로 구성되어 있다. 이 작품은 흥미로운 역사, 신화, 비평, 고대 문화, 문법에 관한 다양한 논의를 담고 있다. "이 작품은 가상의 연회에서 학자들 간의 일련의 대화 형식을 취하고 있다."

### 판본과 번역
- 로버트 A. 카스터(편집), 《마크로비우스: 사투르날리아》. 로엡 고전 문고 510-512. 캠브리지, MA/ 런던: 하버드 대학교 출판부, 2011년. 3권.
- 퍼시발 본 데이비스(번역), 《마크로비우스: 사투르날리아》. 뉴욕: 컬럼비아 대학교 출판부, 1969년.
- 윌리엄 해리스 스탈(번역), 《마크로비우스: 스키피오의 꿈 주해》. 뉴욕: 컬럼비아 대학교 출판부, 1952년. (수정을 거친 제2쇄, 1966년)

- 마크로비우스, 암브로시우스 아우렐리우스 테오도시우스 (1400s). 《사투르날리아의 7권: 플로렌스 메디체아 라우렌치아나 도서관의 플루테이 컬렉션에서 온 사본》 (라틴어). 월드 디지털 라이브러리. 2014년 2월 28일에 확인함.

## 갤러리
키케로의 《스키피오의 꿈》은 우주의 나머지 부분과 비교했을 때 지구를 크기가 미미한 구체로 묘사했다. 많은 초기 중세 마크로비우스 필사본들은 지구의 지도를 포함하고 있는데, 이에는 대척점, 구형 지구 개념에서 파생된 프톨레마이오스의 기후대를 보여주는 구역 지도, 그리고 위계적으로 배열된 행성 구체들의 중심에 지구(globus terrae, 지구의 구체로 표기됨)를 보여주는 도표 등이 포함되어 있다.
마크로비우스의 《스키피오의 꿈에 대한 주해》 12세기 필사본의 이미지들(양피지, 50장; 23.9 × 14 cm; 남부 프랑스). 날짜: 약 1150년경. 출처: 코펜하겐, 덴마크 왕립 도서관, 필사본 NKS 218 4°.
- 문자 E를 필기하는 사람의 형태로 만든 장식 문자로, 아마도 마크로비우스 자신을 나타내는 것으로 보인다.
- 우주를 나타내는 그림으로, 중앙에 지구가 있고 그 주위를 해와 달을 포함한 고전적인 행성들이 둘러싸고 있으며, 이 모든 것이 황도대 별자리들 안에 위치해 있다.
- 지구의 다섯 기후대를 나타낸 그림. 노란색으로 표시된 빙대(凍帶); 파란색으로 표시된 온대; 붉은색으로 표시된 열대.
- 북반구의 거주 지역과 적도의 가상의 대양에 의해 분리된 대척점을 보여주는 개략적인 지도.
- 월식을 보여주는 도표.
- 일식을 보여주는 도표.

## 같이 보기
- 마파 문디

## 참고문헌

### 서지
- Brigitte Englisch: Die Artes liberales im frühen Mittelalter (5.–9. Jahrhundert). Das Quadrivium und der Komputus als Indikatoren für Kontinuität und Erneuerung der exakten Wissenschaften zwischen Antike und Mittelalter. Steiner, Stuttgart 1994, ISBN 3-515-06431-1
- Frateantonio, C., "Praetextatus – Verteidiger des römischen Glaubens? Zur gesellschaftlichen (Neu-)Inszenierung römischer Religion in Macrobius' Saturnalien," Zeitschrift für Antikes Christentum, 11,2 (2007), 360–377.
- Kaster, R. (ed), Studies on the Text of Macrobius's 'Saturnalia' (New York, 2010) (American Philological Association. American Classical Studies, 55).
- Cameron, A., The Last Pagans of Rome (Oxford, 2011).